# نين (كرواتيا)
نين هي مدينة من مدن كرواتيا. يبلغ عدد سكانها 2,744 نسمة وذلك حسب إحصائيات سنة 2011.